# Försäkringskassan
Försäkringskassan (Forsikringskassen) er en svensk statslig myndighed, der har ansvaret for store dele af det offentlige svenske velfærdssystem. Myndigheden administrerer i alt omkring halvtreds forskellige typer ydelser indenfor socialforsikring.
Försäkringskassans opgave er et undersøge, beslutte og udbetale bidrag og erstatninger i forbindelse med socialforsikring. Socialforsikringen antog i 2009 cirka 481 milliarder svenske kronor, eller modsvarende 15 procent af det svenske bruttonationalprodukt (BNP). I 2010 var de totale udgifter for de forsikringer og bidrag som Försäkringskassan administrerede på cirka 211 milliarder svenske kronor, eller modsvarende 6 procent af Sveriges bruttonationalprodukt (BNP). Den store nedgang kommer sig af at forsikringer og bidrag, som udbetales til pensionister blev overført til det nyetablerede Pensionsmyndigheten. I 2010 fik godt og vel 3,2 millioner personer mindst én udbetaling fra Försäkringskassan, hvilket modsvarer omkring 54 procent af Sveriges befolkning i alderen 16–64 år.
Försäkringskassan er med sine omkring 12.500 ansatte en af Sveriges største statslige myndigheder. Den opstod den 1. januar 2005 ved at Riksförsäkringsverket og de almennyttige länsforsikringskasser blev slået sammen. Samtidig ophørte Försäkringskasseförbundet med at eksistere.
Hovedkontoret ligger på Klara Västra Kyrkogata 11 og Vasagatan 14 i Stockholm. Rundt om i Sverige findes cirka 60 lokale forsikringscentre (LFC) og 20 nationale centre (NFC). Kundekontakt sker på servicekontorer, gennem selvbetjening via Internet samt i telefonkundetjenesten. behandlings -og undersøgelsesarbejde sker i først og fremmest hos de forskellige forsikringscentre.